# Schlafprediger
Als Schlafprediger (schwedisch sömnpredikant; englisch sleeping preacher) werden Menschen bezeichnet, die in einem schlafähnlichen Zustand, auch Trancezustand genannt, predigen. Die Predigten werden von den Predigern selbst und von ihren Anhängern oft als unmittelbare göttliche Offenbarung gewertet. Es handelte sich bei diesen Phänomen in Skandinavien meist um Frauen, die kein kirchliches Amt bekleideten, so genannte Laien.
Berühmte Schlafpredigerinnen waren beispielsweise Maria Åkerblom (Åkerblom-Bewegung) und Helena Konttinen.

## Finnland
- Anna Rogel (1751–1784)
- Karolina Utriainen (1843–1929)
- Saara Malinen (1861–1923)
- Helena Konttinen (1871–1916)
- Amanda Matilda Reunanen (1894–1965)
- Martta Räsänen (1897–1936)
- Hilda Hotti
- Maria Åkerblom (1898–1981)

## Schweden
- Karin Persdotter
- Hilda Olsson
- Helena Ekblom (Predikare-Lena, Lena die Predigerin)

## USA
- Constantine Blackmon Sanders (1831–1887), ein Presbyterianer
- Noah Troyer (1831–1886), ein Amischer
- John D. Kauffman (1847–1913), ein Amischer
- Edgar Cayce (1877–1945)